# Ommatolampis perspicillata
Ommatolampis perspicillata är en insektsart som först beskrevs av Johannson 1763.  Ommatolampis perspicillata ingår i släktet Ommatolampis och familjen gräshoppor. Inga underarter finns listade i Catalogue of Life.